# サハラ・アラブ民主共和国

サハラ・アラブ民主共和国
الجمهورية العربية الصحراوية الديمقراطية 
（アラビア語）
República Árabe Saharaui Democrática 
（スペイン語）

国の標語：حرية ديمقراطية وحدة
（アラビア語: 自由、民主主義、団結）
国歌：يا بني الصحراء（アラビア語）
 ああ、サハラの息子よ 

1 サハラ・アラブ民主共和国が実効支配している地域の正確な人口統計は存在しない。
2アルジェリア・ディナール、ウギア、モロッコ・ディルハムも通用

サハラ・アラブ民主共和国（サハラ・アラブみんしゅきょうわこく、アラビア語: الجمهورية العربية الصحراوية الديمقراطية、スペイン語: República Árabe Saharaui Democrática、RASD）は、北アフリカの西サハラ（旧・スペイン領サハラ）を領土と主張する独立国家である。1975年にスペインが西サハラの領有権を放棄したのち、西サハラでの独立国家樹立を目指すポリサリオ戦線によって1976年に亡命政府として建国された。
サハラ・アラブ民主共和国が領土とする西サハラはモロッコも同様に領有権を主張している。現状はモロッコが西サハラの大部分を実効支配しており、サハラ・アラブ民主共和国の支配が及ぶ領域（「解放区」）は東部地域（西サハラの3割程度の面積）に限られている。憲法によって首都と定められているラユーン（アイウン）は現状モロッコの実効支配領域内にあるため、ティファリティが臨時首都として機能している。ポリサリオ戦線の本部はアルジェリアのティンドゥフに置かれている。
国際連合（国連）には未加盟である。国連加盟国のうち84か国から国家承認を受けたが、そのうち半数近くが承認を凍結、撤回している。アフリカ連合には1982年に加盟しておりアフリカ大陸自由貿易協定の参加国である。一方アラブ連盟、アラブ・マグレブ連合、サヘル・サハラ諸国国家共同体には属していない。
サハラ・アラブ民主共和国の正確な統計は存在しないが、実効支配領域の面積は82,500 km2、人口は約26万人（「解放区」および西サハラ難民キャンプ）、西サハラ全体の面積は266,000 km2、人口は612,000人と推定されている。

本項では、独立を主張する国家を「サハラ・アラブ民主共和国（RASD）」、係争地全体を「西サハラ」と呼ぶこととする。

## 国名
正式名称はアラビア語ではالجُمهورية العَربية الصَحراوية الدِيمقرَاطية（ラテン文字転写: al-Jumhūrīyah al-'Arabīyah aṣ-Ṣaḥrāwīyah ad-Dīmuqrāṭīyah）、スペイン語ではRepública Árabe Saharaui Democrática（RASD）である。英語ではSahrawi Arab Democratic Republic（SADR）とされる。
日本は国家承認をしていないため公式の日本語名称はないが、外務省は「サハラ・アラブ民主共和国」として言及しており、一般的にも使用例が多い。サハラウィ・アラブ民主共和国と呼ばれることもある。またサハラ・アラブ民主共和国政府や指導部を指す際は「ポリサリオ戦線」、現状の支配領域は「ポリサリオ戦線支配地域」や「砂の壁以東」と説明されることがある。
西サハラという語は係争地域全体を指す場合が多いが、本項の独立国家を指す場合もある。
2019年に横浜で開催された第7回アフリカ開発会議（TICAD7）に参加した同国代表団には「SAHRAWI REPUBLIC」という国名プレートが置かれた。

## 歴史
1476年、スペイン人によって交易拠点サンタ・クルス・デ・マル・ペケーニャがカナリア諸島の対岸に設立されたが、1524年に撤退した。
1878年にイギリスがケープ・ジュビーに交易所を設けたが、1888年にモロッコによる襲撃を受け、1895年に同国への譲渡を余儀なくされた。

### スペイン保護領の成立
1884年、スペインはボハドール岬からブランコ岬（現在のヌアディブ）までを保護領として宣言した。
その後、フランスもサハラ地域の領有権を主張したが、1900年と1904年の協定で現在のモーリタニアと西サハラの境界が定められた。西サハラの北の境界は1904年の協定で定められた。経緯線に沿った直線的な国境はこれらの協定に由来する。
スペインは1916年までにケープ・ジュビーを支配下に置き、1920年にブランコ岬にラ・アグエラを設立、1934年には西サハラ内陸部を支配した。

1912年時点の西サハラ周辺の状況。スペイン保護領（赤）、スペイン領モロッコ（ピンク）

1956年、モロッコがフランスから独立。翌1957年、国連においてモロッコは西サハラに対する領有権を主張した。同年11月にはモロッコ解放軍とスペインとの間でイフニ戦争が勃発した。この結果、スペインはケープ・ジュビーを含む部分とイフニをモロッコに移譲することとなった。
1960年以降、モーリタニアも西サハラに対する領有権を主張するようになった。
1964年、西サハラのブクラにおいて大規模なリン鉱床が発見され、この地域の地政学的な重要性が増した。
1966年12月、国連総会決議（A/RES/2229）において、スペイン領サハラの人民の自決の権利が再確認された。また統治国であるスペインに対し、先住民の希望に沿い、モーリタニア政府、モロッコ政府およびその他の利害関係者と協議して、同領土の先住民が自己決定権を自由に行使できるようにするため、できるだけ早期に住民投票を実施するよう求めた。
1970年6月、西サハラの独立解放を目指すハラカト・タハリールはラユーンにおいて反政府デモを決行した。デモ参加者は即座に射殺され少なくとも11人が死亡、主催者は行方不明となるなど厳しい弾圧を受けた。

### ポリサリオ戦線
1970年にラバトのムハンマド5世大学に入学したエル・ワリは、西サハラ独立を目指す運動を開始し、ハラカタ・タハリールの元メンバーや支持者、またモーリタニアやアルジェリアに住む西サハラ人に支援を呼びかけた。
1972年6月、エル・ワリはタンタンでサハラ人の権利を主張するデモを行い、モロッコ警察に拘束された。
1973年5月、エル・ワリ、ブラヒム・ガリ、ムハンマド・アブデルアジズをはじめ、スペイン領サハラ、モーリタニア、アルジェリアのサハラ人が集まりポリサリオ戦線が結成された。その数日後、エル・ワリらはスペイン軍駐屯地のエルカンガを急襲した。これ以降ポリサリオ戦線は武装組織としてゲリラ戦を重ねることとなる。
1974年8月、エル・ワリはポリサリオ戦線の首班に選出された。1974年から1975年にかけて、ポリサリオ戦線は西サハラの辺境地を掌握した。
1975年10月12日、エル・ワリらによるサハラ人の集会が開催された。ポリサリオ戦線をサハラ人の唯一正当な代表と認め、国民の団結を確認した。
1975年10月15日、国連事実調査ミッションは、西サハラの現地住民の大部分が独立を希望していると報告した。
1975年10月16日、国際司法裁判所は、国連総会の要請に対する勧告的意見の中で、モロッコおよびモーリタニアのいずれも西サハラに対して領土主権を有さないと結論付けた。これを受けて同年11月6日、モロッコ国王の呼びかけにより35万人の市民が集まり、西サハラの領有権を主張するための「緑の行進」が行われた。
1975年11月14日、スペイン、モロッコ、モーリタニアの間でマドリード協定が結ばれ、スペインは西サハラの領有権を放棄しモロッコとモーリタニアに移譲することが決定された。
1975年末、モロッコとモーリタニアは西サハラへの軍隊の進駐を開始し、ポリサリオ戦線と数千人のサハラ人はアルジェリアのティンドゥフへ退避し難民キャンプを設けた。これ以降ポリサリオ戦線はアルジェリアの援助を得ながら、ティンドゥフに拠点を置き活動している。

### サハラ・アラブ民主共和国
1976年2月26日、スペイン軍は西サハラから完全に撤退した。
翌2月27日、ポリサリオ戦線は西サハラにサハラ・アラブ民主共和国（RASD）の建国を宣言し、エル・ワリが大統領に就任した。
2月28日、モロッコとモーリタニアは西サハラに対する領有権を宣言した。
3月5日、ビル・ラフルーでRASD政府が組織された。これ以降、同都市はRASDの臨時首都として機能した。
4月、モロッコとモーリタニアは協定を結び、北部3分の2をモロッコ、南部3分の1をモーリタニアが領有することで合意した。
1976年6月、RASDのヌアクショット攻撃の際、エル・ワリは頭部に銃撃を受け戦死した。エル・ワリの死後、ムハンマド・アブデルアジズが第二代大統領となり、モロッコ、モーリタニアに対する抵抗活動を続けた。
1978年7月、RASDによる軍事攻撃のあおりを受け、モーリタニアでクーデターが起こり政権が転覆した。1979年8月、モーリタニア新政権はRASDと和平協定を結び西サハラから軍を撤退させた。この動きに対してモロッコはモーリタニアに分割された領域にまで軍を派遣し、RASDとの大規模な戦闘が生じた。これに伴い、1980年以降、モロッコは自国の実効支配領域を確保するための壁を建設した。「砂の壁」とも呼ばれるこの壁の総延長は約2,700キロにおよび、周囲に多数の地雷が敷設されている。

### 国際機関の関与、停戦へ
1979年、アフリカ統一機構は、西サハラ紛争の平和的解決のため、停戦と住民投票の実施を求めたがモロッコの反対を受けた。
1982年、アフリカ統一機構はRASDの加入を承認した。これを受けてモロッコは同機構への参加を一時停止した。1984年にRASDが首脳会議に出席することとなり、モロッコは同機構を正式に脱退した。
1987年1月までにRASDを承認する国は65か国に上った。
1988年8月、モロッコとRASDは、国連の提示した和解案に沿って、停戦と西サハラの人々による住民投票の実施を推し進める方針で合意した。
1989年、RASD建国後初めて、ポリサリオ戦線の代表がモロッコ国王ハサン2世と会談した。
1990年にはRASDを承認する国は75か国となった。
1991年4月、西サハラにおける住民投票を実施するための国連安保理決議690が採択され、西サハラ住民投票ミッション（MINURSO）が開始された。

1991年6月28日、モロッコとポリサリオ戦線は停戦について合意し、9月6日に実施された。この停戦は長く維持されたが、2020年11月にモーリタニアとの国境近くの街ゲルゲラトにモロッコが軍を派遣しRASDと交戦状態となり、戦争状態の再開に至った。

## 政治
2015年のサハラ・アラブ民主共和国憲法によれば、RASDは大統領制、議会制民主主義を標榜している。
大統領はポリサリオ戦線事務総長が務める（第51条）。首相は大統領が任命する（第53条）。閣僚は首相が選定し大統領が任命する（第64条）。
立法府はサハラ国民評議会で定数53人である（第77条）。
なお、RASD憲法の一部の条項には「国家主権が完全に回復するまで」という但し書きがある。この条件のもとに、第32条はポリサリオ戦線が政治的枠組みとして機能することを定めている。
また、国民評議会の機能は、西サハラへの主権が回復したのちに開かれる最初の国会まで継続される（第147条）。
2022年7月時点での共和国大統領は2016年以降ブラヒム・ガリが務め、首相は2020年に就任したブチャラヤ・ハモウディ・ベユンである。

### 西サハラにおける住民投票
1991年に開始された西サハラ住民投票ミッションは、当初は1992年に西サハラの帰属を問う住民投票の実施を予定していた。しかしモロッコとRASDとの間での住民投票有権者資格についての意見の相違が解決できず、2021年10月時点で住民投票は実施されていない。

## 人口
2008年、ノルウェー難民問題評議会は、RASDの支配領域に居住する人の数は約30,000人、アルジェリアの難民キャンプに16万人、モーリタニアに26,000人が避難していると報告した。
2011年、アフリカ人権委員会は、RASDの人口は支配領域と難民キャンプを合わせて約26万人と報告した。
2022年5月時点で、西サハラ全体の人口は612,000人と推定されている。

## 行政区分

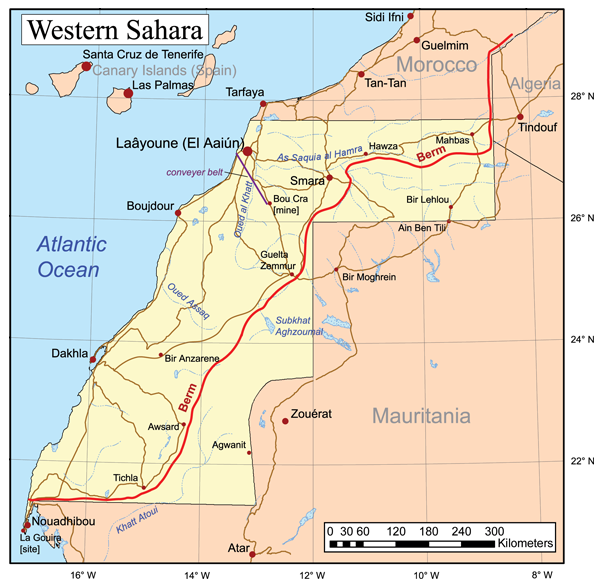
赤い線が「砂の壁」。これより東がサハラ・アラブ民主共和国の支配領域である。

RASDが主張する領土は、モロッコが建設した「砂の壁」によって分断されている。壁の西側はモロッコが実効支配し、東側はポリサリオ戦線による「解放区」となっている。西サハラの合計面積は266,000km2とされるが、RASDの支配領域は約82,500km2である。

### 首都
RASDはその憲法においてラユーンを首都と定めている（第4条）。しかし建国当初からラユーンはモロッコの支配下にあったため、RASD建国時にはビル・ラフルーが臨時首都として機能した。2008年に、RASDはティファリティに議会や居住地区を建築した。

### 主な都市
- ビル・ラフルー
- ティファリティ

### 難民キャンプ
アルジェリアのティンドゥフ周辺に難民キャンプが設けられている。
キャンプは4つのウィラーヤに分けられ、それぞれラユーン、サマラ、ダフラ、オサードと名付けられている。いずれも西サハラの代表的な都市名からとられており、その周辺の都市名がウィラーヤ内区域（ダイラ）名に援用されている。例えばラユーンキャンプにはブクラ、ボハドールなどの区域があり、ダフラキャンプ内にラグエラ区域、スマラキャンプ内にティファリティ区域がある。
ラユーン、サマラ、ダフラの各キャンプは1975から1976年にかけて設置され、オサードキャンプは1985年に設置された。
このほかにポリサリオ戦線の本部があるラボウニ地区がある。

## 地理
西サハラの東と南はモーリタニアと接し、国境は北緯26度線、西経12度線などで構成される。北東でわずかにアルジェリアと接する。西は大西洋に面し、1,110kmに及ぶ海岸線を有するが、海沿いの領域はほとんどすべてモロッコの実効支配下にある。
西サハラはほぼ全域が砂漠である。起伏は少ないが南部や北東部にかけて400–700mの標高があり、平均標高は256メートル、最高標高は701mである。

### 気候
砂漠気候であり降雨はほとんどみられない。ティファリティでは年間通じて最高気温は20度以上で、夏季には40度を超えることもある。最低気温は冬季には10度前後となる。年間降水量は50mm未満の年が多い。

## 軍事
憲法第22条により、サハラウィー人民解放軍が国軍として規定されている。もともとポリサリオ戦線の武装勢力であった。
1970年代から1980年代にかけてアルジェリア、キューバ、リビアから武器の提供を受けたとみられており、ティンドゥフで行われたパレードではT-55AやT-62を中心としたソ連の戦車や、BMP-1、EE-9、BRDM-2、BTR-60PBなどの歩兵戦闘車や人員輸送車が確認されている。
2008年時点で12,000人の兵力を有していた。

## 交通
自動車で走行可能な道路は多いが、舗装された道路はほとんどない。

### 鉄道
西サハラの領域内に鉄道駅はないが、南東部に約5キロメートルの区間にわたってモーリタニア鉄道の線路が西サハラの領域を通っている。

### 航空
空港はラユーン、ダフラ、スマラに存在するが、いずれもモロッコの実効支配領域にある。ラユーン–ダフラ間、ラユーンとラス・パルマス、ヌアクショット、カサブランカ間に定期航空便が就航している。

## 国際関係

### 国家承認の状況

サハラ・アラブ民主共和国が領有権を主張している地域
サハラ・アラブ民主共和国を承認している国
承認を撤回した、もしくは凍結している国
国家として承認していない国（2022年現在）

1976年の国家樹立以降、RASDは1987年1月までに65か国から国家承認を受け、1990年にはRASDを承認する国は75か国となった。2020年12月までに、RASDは84ヶ国から国家承認を受けた（これに加え、南オセチアからも承認されている）。
一方、半数近くの国が承認を凍結、撤回している。この結果、2022年時点でRASDを承認している国連加盟国は45か国となっている。
最近の動きとして、アメリカ合衆国は2020年12月10日に西サハラにおけるモロッコの主権を承認し、RASDの実効支配地域を含めた西サハラをモロッコと統合して扱っている。
コロンビアは2000年に承認を凍結していたが、2022年8月に再承認した。
スウェーデンは2012年12月、議会が政府に対してRASDの承認を求めたが実現していない。
RASDは国際連合には未加盟であるが、アフリカ連合には加盟している。以下の一覧で太字の国家はアフリカ連合加盟国である。

### 現在承認している国家

#### 外交関係のある国
- アルジェリア：1976年3月6日承認。ポリサリオ戦線の本部がある最大の支援国。
- アンゴラ：1976年3月11日承認
- ウガンダ：1979年9月6日承認
- ウルグアイ：2005年12月26日承認
- エクアドル：1983年11月14日承認、2004年6月14日に撤回、2006年2月8日に再承認。
- エチオピア：1979年2月24日承認
- ガーナ：1979年8月24日承認、2001年5月凍結、2011年再開。
- カンボジア：1979年4月10日承認、2006年8月14日に事実上撤回、2021年時点では外交関係あり[80]。
- 北朝鮮：1976年3月16日承認
- キューバ：1980年1月20日承認
- ケニア：2005年6月25日承認、2006年10月18日一時凍結、2007年2月26日完全凍結、2014年2月6日再開。
- コロンビア：1985年2月27日承認、2000年12月20日凍結。2014年5月に上院が承認案を可決、2022年8月承認[78]。
- シエラレオネ：1980年3月27日承認、2003年9月16日凍結、2011年6月20日に再開。
- ジンバブエ：1980年6月3日承認
- タンザニア：1978年11月9日承認
- ナイジェリア：1984年11月11日承認
- ナミビア：1990年6月11日承認
- ニカラグア：1979年9月6日承認、2000年7月21日に凍結、2007年1月12日再開。
- パナマ：1978年7月23日承認、2013年11月20日に一時停止、2016年1月8日再開。
- バヌアツ：1980年11月26日承認、2000年11月24日に撤回したが、2008年7月31日に再承認。
- 東ティモール：2002年5月20日承認
- ベトナム：1979年3月2日承認、2010年に撤回、2016年にベトナムからRASDへ大使派遣[81]。
- ベネズエラ：1982年8月3日承認
- ベリーズ：1986年11月18日承認
- ペルー：1984年8月16日承認、1996年9月9日凍結、2021年に外交関係再開[82]。
- ボツワナ：1980年5月14日承認
- ボリビア：1982年12月14日承認
- ホンジュラス：1989年11月8日承認。2000年1月に撤回したと表明するが、サハラ・アラブ民主共和国政府は拒否したとモロッコ政府を通じて発表される。2013年6月5日にホンジュラス政府（スペイン語版）は再承認した。
- 南アフリカ共和国：2004年9月15日承認
- メキシコ：1979年9月8日承認
- モザンビーク：1976年3月13日承認
- モーリシャス：1982年7月1日承認、2014年1月17日撤回、2015年11月23日に再承認。
- ラオス：1979年5月9日承認
- リベリア：1985年7月31日承認、1997年9月5日に撤回するも、2012年10月30日に再承認。
- ルワンダ：1976年4月1日承認
- レソト：1979年10月9日承認

#### 外交関係のない国
- イエメン：1977年2月2日承認。当時は南北に分かれていたが、現行の統一政府は承認を継続している。
- イラン：1980年2月27日承認
- コスタリカ：1980年10月30日承認、2000年4月22日に外交関係凍結、ただし承認は継続[83]。
- シリア：1980年4月15日承認
- トリニダード・トバゴ：1986年11月1日承認
- 南オセチア：2011年2月27日承認（国際連合未加盟）
- マリ：1980年7月4日承認
- モーリタニア：1984年2月2日承認
- リビア：1980年4月15日承認

### 過去に承認していた国家
- アフガニスタン：1979年5月23日承認、2002年7月11日撤回。
- アルバニア：1987年12月29日承認、2004年11月11日撤回。
- アンティグア・バーブーダ：1987年2月27日承認、2010年8月12日撤回。
- インド：1985年10月1日承認、2000年6月26日撤回。
- エスワティニ：1980年4月26日承認、1997年7月4日撤回。
- エルサルバドル：1989年7月31日承認、1997年4月に撤回、2009年6月6日に再承認、2019年6月撤回[84]。
- ガイアナ：1979年9月1日承認、2020年11月撤回[85]。
- カーボベルデ：1979年6月4日承認、2007年7月27日凍結、2009年6月6日再開、2019年モロッコ支持を表明[86]。
- カンボジア：1979年4月10日承認、2006年8月14日に事実上撤回。
- キリバス：1981年8月12日承認、2000年9月3日撤回。
- ギニアビサウ：1976年3月15日承認、1997年4月2日に撤回。2009年5月26日再承認、2010年3月30日撤回。
- グアテマラ：1986年4月10日承認、1998年4月に凍結。2002年7月、RASDを承認していた事実を否定[87]。
- グレナダ：1979年8月20日承認、2010年8月11日撤回。
- コンゴ共和国：1978年7月3日承認、1996年9月13日撤回。
- サントメ・プリンシペ：1978年7月22日承認、1996年10月23日撤回。
- ザンビア：1979年10月12日承認、2011年3月29日撤回、2012年11月21日に再承認、2018年3月撤回[88]。
- ジャマイカ：1979年9月6日承認,2016年撤回[89]。
- スリナム：1982年8月11日承認、2016年3月撤回[90]。
- セーシェル：1977年10月25日承認、2008年3月17日撤回。
- 赤道ギニア：1978年9月3日承認、1980年5月2日撤回。
- セルビア：1984年11月28日にユーゴスラビア社会主義連邦共和国が承認。その後、ユーゴスラビアの後継国であるセルビア・モンテネグロが2004年10月26日に撤回。後継国家とされるセルビアも撤回を表明している。
- セントクリストファー・ネイビス：1987年2月25日承認、2010年8月12日撤回。
- セントビンセント・グレナディーン：2002年2月14日承認、2013年2月13日凍結。
- セントルシア：1979年9月1日承認、1989年3月21日撤回。2010年8月9日に改めて撤回を表明。
- ソロモン諸島：1981年8月12日承認、1889年1月撤回。
- チャド：1980年7月4日承認、1997年5月9日撤回。その後再開されたが2006年3月17日に撤回。
- ツバル：1981年8月12日承認、2000年9月3日撤回。
- トーゴ：1976年3月7日承認、1997年6月16日撤回。
- ドミニカ国：1979年9月1日承認、2010年7月2日撤回。
- ドミニカ共和国：1986年6月24日承認、2002年6月24日凍結。
- ナウル：1981年8月12日承認、2000年9月3日撤回。
- ハイチ：2006年11月22日承認、2013年10月2日撤回。
- バルバドス：1988年2月27日承認、2013年2月11日凍結。
- パプアニューギニア：1981年8月12日承認、2011年3月30日撤回。
- パラグアイ：2000年2月9日承認、同年7月25日凍結。2008年8月12日に再開したが2014年1月3日一時停止。
- ブルンジ：1976年3月1日承認、2006年5月5日に凍結。2008年6月16日に再開したが2010年10月25日撤回。
- ブルキナファソ：1984年3月4日承認、1996年6月5日撤回。
- ベナン：1976年3月11日承認、1997年3月21日一時停止。
- ペルー：1984年8月16日承認、1996年9月9日凍結。
- マダガスカル（1976年2月28日承認、2005年4月6日「凍結」）
- マラウイ：1994年11月16日承認、2001年6月26日に撤回。2002年3月24日に再承認、同年12月2日に撤回。2008年2月1日に再承認、同年9月16日に撤回。2014年3月6日に4度目となる国家承認、2017年5月撤回[91]。

### 日本の対応
日本はモロッコの西サハラ領有権を認めていないが、サハラ・アラブ民主共和国の国家承認もしていない。2014年（平成26年）、安倍晋三首相は、浜田和幸の質問主意書に対し、西サハラ問題は「国際連合の枠組みの下、当事者間の交渉により早期に平和裡に解決されることが重要との立場」であると答弁した。
2017年8月、第6回アフリカ開発会議（TICAD）の閣僚会合がモザンビークの首都マプトで開催された。TICADは日本が主導しアフリカ連合が共催する国際会議であるが、アフリカ連合加盟国のRASDが出席を表明し扱いが問題となった。日本はサハラ・アラブ民主共和国に招待状を送らなかったが、会場に入ろうとするサハラ・アラブ民主共和国代表団と、阻止しようとするモロッコ代表団の小競り合いが起き、全体会合は中止に追い込まれた。河野太郎外務大臣は「西サハラに関してはアフリカ側に調整をお願いしていた」と話した。
2018年10月、第7回TICAD閣僚会合が東京都内で開催された。日本側は、会場にはアフリカ連合の旗と名札のみを用意し、椅子もサハラ・アラブ民主共和国を除く54ヶ国分しか用意しない。しかし「仮に日本が承認していない『国』と自称する主体がこの会場にいたとしても、日本の立場に影響を与えない（河野太郎外相）」という建前で、サハラ・アラブ民主共和国の代表団が会場に来ても黙認する形を取った。実際には2ヶ国が欠席したため、サハラ・アラブ民主共和国の代表団は、独立を支援するアルジェリアのパスポートで日本に入国し、アフリカ連合代表団の一員という形で会議に参加した。モロッコ代表団は「我々には我々の立場があり、看過できない」と反発したが、河野外相への配慮で、会議の冒頭のみ参加して、途中退席した。しかし、2019年に予定している第7回TICADでは、国家元首が参加するため、外交儀礼上国旗や国名を掲げない訳には行かないという課題が残った。
2019年8月28日から30日にかけて、第7回TICADが日本の横浜市で開催された。日本はサハラ・アラブ民主共和国を招待せず、また西サハラの領有権を主張するモロッコは、日本政府に対して会議に参加させないよう働きかけを水面下で行った。最終的にはアフリカ連合の判断に委ねられ、アフリカ連合の招待を日本政府が黙認する形で参加が実現した。サハラ・アラブ民主共和国関係者は、前回同様、アルジェリアのパスポートで来日した。会場には「SAHRAWI REPUBLIC」のプレートも用意され、会議に参加した。一方で、参加国の国旗は掲げさせず、国名のみを表示させるという折衷案となった。
日本政府としては、サハラ・アラブ民主共和国は「日本が国家承認していない主体」が勝手に参加したという建前で、従って参加国・地域にも数えられていない。さらに、モロッコの報道によると、外務省の高橋克彦・中東アフリカ局長は、日本は「西サハラを国家として承認しておらず、今後も承認しない」と述べた。これらの発言を、モロッコ側は「日本がモロッコの大義に賛成した」ものとして歓迎した。サハラ・アラブ民主共和国のモハメド・サーレム・ウルド・サーレク外相は、「（「友人たち」の発言と断った上で）日本はすべてのアフリカに反し、モロッコを選んだ」「TICADは、国連同様の多国間会議なのです。国連ではすべての国々が場を共にしています。北朝鮮も代表を置いています。北朝鮮を国家として承認する国もしていない国も、国連では同じ場にいるのです。ですから、多国間会議の場で承認の話を持ち出すのは、正しくありません」と批判した。
2024年8月24日から25日にかけて横浜で開催されたTICAD閣僚会合にも日本はサハラ・アラブ民主共和国を招待はしていないが、アフリカ連合が招待した。しかしサハラ・アラブ民主共和国の大使がお手製と見られる同国名義のプレートを取り出し机に置こうとしたところモロッコ代表が退けようとしたためアルジェリア代表が蹴飛ばし、両者の間で乱闘が発生するという異例の事態となった。

### 国際機関
アフリカ連合には1982年に加盟しており、アフリカ大陸自由貿易協定の批准国である。
一方、アラブ連盟、アラブ・マグレブ連合、サヘル・サハラ諸国国家共同体には属していない。

## メディア

### テレビ
- RASD TV（英語版） - RASDが運営[106]。

- ラユーンTV（英語版） - モロッコの国営放送局によって運営されている[107]。

### ラジオ
- RASD国営ラジオ（英語版） - RASDが運営[108]。
- RTMラユーン - モロッコの国営放送局によって運営されている[107]。

### 通信社
- サハラプレスサービス（英語版）：RASDが運営する公的報道機関である[109]。

## スポーツ

### サッカー
サハラサッカー連盟によって構成されるサッカー西サハラ代表が存在しており、同国を承認する国のチームと対戦を行っている。過去にはアルジェリアやフランスのクラブチーム（ル・マンFC）との親善試合が行なわれた。また、CONIFAとWUFAに加盟している。

## 祝祭日
憲法により以下の記念日が規定されている（第142条、143条）。

### 宗教的記念日
| 日本語表記             | 現地語表記 | 備考 |
| ---------------------- | ---------- | ---- |
| イスラムの新年         |            |      |
| 預言者生誕祭           |            |      |
| イード・アル＝フィトル |            |      |
| イード・アル＝アドハー |            |      |

### 国家的記念日
| 日付     | 日本語表記             | 現地語表記 | 備考                           |
| -------- | ---------------------- | ---------- | ------------------------------ |
| 2月27日  | 独立記念日             |            | 1976年に独立を宣言した日       |
| 3月8日   | 第一の殉死             |            | 1974年に独立闘争での初の殉死   |
| 5月10日  | ポリサリオ戦線設立の日 |            | 1973年の設立                   |
| 5月20日  | 武力闘争の開始         |            | 1973年の独立闘争の開始         |
| 6月9日   | 殉死者の日             |            | 1976年にエル・ワリが死亡した日 |
| 6月17日  | ゼムラ蜂起記念         |            | 1970年の蜂起                   |
| 10月12日 | 国民団結の日           |            | 1975年のエル・ワリらによる集会 |